# Trịnh Thế Khiết
Trịnh Thế Khiết (sinh ngày 14 tháng 4 năm 1958) là một chính trị gia người Việt Nam. Ông từng là đại biểu Quốc hội Việt Nam khóa 13 nhiệm kì 2011-2016, thuộc đoàn đại biểu Quốc hội thành phố Hà Nội. Ông lần đầu trúng cử đại biểu Quốc hội năm 2011 ở đơn vị bầu cử số 6, thành phố Hà Nội gồm có các huyện Ứng Hòa, Mỹ Đức, Phú Xuyên, Thường Tín.

## Xuất thân
Trịnh Thế Khiết sinh ngày 14 tháng 4 năm 1958, quê quán ở Xã Phù Lưu Tế, huyện Mỹ Đức, TP Hà Nội. 

## Giáo dục
- Trình độ chuyên môn: Thạc sỹ quản lý kinh tế
- Cao cấp lí luận chính trị

## Sự nghiệp
Ông gia nhập Đảng Cộng sản Việt Nam vào ngày 3/2/1986.
Nghề nghiệp, chức vụ: Thành ủy viên, Ủy viên thường vụ BCH Hội nông dân Việt Nam, Chủ tịch Hội nông dân thành phố Hà Nội; Ủy viên Ủy ban Kinh tế của Quốc hội
Nơi làm việc: Hội nông dân thành phố Hà Nội
Ông đã trúng cử đại biểu Quốc hội năm 2011 ở đơn vị bầu cử số 6, thành phố Hà Nội gồm có các huyện Ứng Hòa, Mỹ Đức, Phú Xuyên, Thường Tín với tỉ lệ 71,77% số phiếu hợp lệ.
Ông hiện là.
Ông đang làm việc ở.